# Oi (Scooter)
Oi è un singolo del gruppo musicale tedesco Scooter, pubblicato il 5 febbraio 2016 come secondo estratto dall'album Ace. Con questo singolo, il gruppo ha sperimentato un nuovo stile, il Melbourne Bounce. È diventato relativamente popolare, diventando un elemento fisso nei loro concerti, con una velocità leggermente accelerata.

## Storia
All'inizio di gennaio 2016, è stato annunciato su Facebook che gli Scooter stavano per pubblicare un nuovo album intitolato Ace. Il 14 gennaio, sono emerse le prime informazioni (compresa la tracklist dell'album), rivelando che il nuovo singolo si sarebbe intitolato Oi. L'annuncio ufficiale è stato fatto solo alla fine di gennaio, rivelando anche che la canzone sarebbe stata inclusa nella compilation Future Trance 75. Il 30 gennaio, è stato pubblicato un campione di un minuto e mezzo e, la stessa notte, durante un DJ set a Dublino, il brano è stato suonato al pubblico. Dal campione, è stato chiaro che il brano appartiene al mainstream Melbourne Bounce.
Il canto che compone il ritornello (e il testo vero e proprio) è diventato molto popolare nei concerti.

## Tracce
1. Oi – 3:10
2. Oi (Extended Mix) – 4:03

## Video musicale
Il video musicale è stato pubblicato un giorno prima dell'uscita dell'album. A differenza del solito, non compaiono i membri degli Scooter, ma degli "uomini a tubo" che li rappresentano, alti diversi metri, modellati su di loro, mossi da coreografi e ventilatori. Nel video appare anche un ballerino che indossa un abito blu simile.

## Remix
Nel marzo 2016 è stato pubblicato un remix della canzone intitolato "Oi Kayode" ad opera di Duke & Jones, incluso nel Ghetto Tronic 65.